# Micranurida balta
Micranurida balta är en urinsektsart som beskrevs av Fjellberg 1998. Micranurida balta ingår i släktet Micranurida, och familjen Neanuridae. Arten är reproducerande i Sverige.